# 裸頰鋸鱗鰕虎
裸頰鋸鱗鰕虎（学名：Priolepis inhaca），又名裸頰鋸鱗鰕虎魚，为鰕虎科鋸鱗鰕虎魚屬下的一个种。

## 扩展阅读
- 維基物種上的相關：裸頰鋸鱗鰕虎